# Thomas Munck
Thomas Munck, född 27 mars 1948, är en artist som deltog i Melodifestivalen 1978 med låten Nå't som gör dig glad. Munck slutade på sista plats med lägst poäng från varje jurygrupp.
Han deltog i TV3:s program "True Talent" 24 augusti 2011 (andra uttagningsavsnittet).

## Diskografi
- 1978 – Nå't som gör dig glad/When You Wake Up Tomorrow (singel, Sonet T 7942)
- 1978 – Parachute Man (LP, Sonet SLP-2609)